# 2760 Кача
2760 Ка́ча (2760 Kacha) — астероїд головного поясу, відкритий 8 жовтня 1980 року.
Тіссеранів параметр щодо Юпітера — 2,996.
Названий на честь смт Кача у Криму.